# Mariusz Gajda
Mariusz Gajda (ur. 26 lipca 1956 w Gdańsku) – polski inżynier hydrotechnik, przedsiębiorca i urzędnik państwowy, w latach 2006–2007 prezes Krajowego Zarządu Gospodarki Wodnej, w latach 2015–2018 podsekretarz stanu w Ministerstwa Środowiska, w tym w latach 2017–2018 pełnomocnik rządu ds. Państwowego Gospodarstwa Wodnego Wody Polskie.

## Życiorys
Absolwent Wydziału Hydrotechniki Politechniki Gdańskiej z 1980. Tematem jego pracy magisterskiej był model matematyczny skutków katastrofy zapory wodnej we Włocławku.
Po studiach pracował w Instytucie Budownictwa Wodnego PAN oraz firmach projektowych i wykonawczych. W 1988 rozpoczął prowadzenie działalności gospodarczej w zakresie projektowania i konsultingu w budownictwie wodnym, stosując innowacyjne w Polsce rozwiązania. Wykonał m.in. elektrownię wodną w Dolinie Pięciu Stawów oraz kilkadziesiąt małych elektrowni wodnych. Doradzał Enerdze SA i PGE Energia Odnawialna SA w zakresie energetyki wodnej.
W latach 1998–2000 był doradcą ministra ochrony środowiska, a w latach 2001–2002 dyrektorem Regionalnego Zarządu Gospodarki Wodnej w Gdańsku. Pełnił także funkcję przewodniczącego rady nadzorczej ZZW Niedzica – Sromowce SA. Od roku 2005 organizował powstanie Krajowego Zarządu Gospodarki Wodnej, którego został prezesem w okresie od 1 lipca 2006 do 19 grudnia 2007.
19 listopada 2015 powołany na stanowisko wiceministra środowiska, odpowiedzialnego za gospodarkę wodną. 14 listopada 2017 powołany na stanowisko pełnomocnika rządu do spraw organizacji Państwowego Gospodarstwa Wodnego Wody Polskie. 14 stycznia 2018 odwołany z tego stanowiska po zreorganizowaniu tego urzędu. Odwołany z funkcji podsekretarza stanu w lutym 2018. W 2018 przez kilka miesięcy współpracował z grupą Energa, zajmując się kwestiami dotyczącymi stopnia wodnego w Siarzewie.